# زمین‌لرزه ۱۹۹۹ مکزیک
زمین‌لرزه مکزیک  در تاریخ ۱۵ ژوئن ۱۹۹۹ میلادی، برابر با ‎۲۵ خرداد ۱۳۷۸، ساعت ۲۰:۴۲:۰۵ به زمان یوتی‌سی در مکزیک رخ داد. ژرفای این زلزله ۶۷٫۱ کیلومتر بود، و بزرگی آن ۶٫۹ در مقیاس Mw اعلام شده‌است. زمین‌لرزه به وقت محلی در روز سه‌شنبه، ساعت ۱۴ روی داده و منطقه زمانی آن یوتی‌سی -۶ بوده‌است (با لحاظ تغییر ساعت تابستانی).
سازمان زمین‌شناسی آمریکا نیز رومرکز این زمین‌لرزه را در مختصات ۱۸°۲۳′۱۰″شمالی ۹۷°۲۶′۱۰″غربی / ۱۸٫۳۸۶°شمالی ۹۷٫۴۳۶°غربی و ژرفای آن را در ۷۰ کیلومتر گزارش کرده‌است. بزرگی برگزیدهٔ این سازمان از میان بزرگی‌های محاسبه‌شدهٔ مختلف ۷ در مقیاس Mw بوده و از دید اثر، در میان چهار دسته‌بندی «نامحسوس»، «محسوس»، «زیان‌آور» یا «با تلفات»، زلزله را «با تلفات» اعلام کرده‌است.هزاران ساختمان در زمین‌لرزه خراب شده‌است.رانش زمین در آن به وجود آمده‌است.
پروژهٔ «تنسور گشتاور مرکزوار» زاویه‌های (راستا، شیب، ریک) گسل سازندهٔ زمین‌لرزه و صفحه عمود بر آن را (°۳۰۹، °۴۰، °۸۳-) یا (°۱۱۹، °۵۱، °۹۶-) و نوع گسل را «عادی» فرارسانده‌است.
شمار کشتگان زلزله حدود ۱۶ نفر بوده‌است.تعداد زخمیان ۲۵۰ نفر برآورده شده‌است.